# Zbigniew Jarzyński
Zbigniew Jarzyński (ur. 30 marca 1920 we Lwowie, zm. 18 października 1992 w Łodzi) – polski fotografik, łódzki działacz krajoznawczy i ochrony zabytków.

## Nauka
Maturę zdał w 1938 w Łodzi.

## II wojna światowa
Wstąpił do podchorążówki, po pierwszym roku został w sierpniu 1939 zmobilizowany. Uczestnik bitwy pod Kockiem.

## Praca
Po rozwiązaniu armii wrócił do Łodzi, skąd po wejściu Niemców został wysiedlony wraz z rodzicami i siostrą. Wojnę spędził w Rzeszowie. Więzień obozu pracy w Pustkowie (tam testowano rakiety V-2), zwolniony staraniem rodziny. Po wojnie wrócił do Łodzi. Prowadził tam najpierw sklep prywatny, później pracował kolejno: w Centrali Handlu Zagranicznego, następnie jako rzeczoznawca w przedsiębiorstwie handlowym "Fotooptyka", następnie w Instytucie Włókiennictwa (prowadził tam laboratorium fotograficzne), stamtąd przeszedł na emeryturę w 1975.
Był jednym z członków założycieli Związku Polskich Artystów Fotografików, choć posiada legitymację nr 200, a wstąpił 12 kwietnia 1956.
Członek i działacz Towarzystwa Opieki nad Zabytkami w Łodzi.
Działacz społecznej opieki nad zabytkami w Łodzi, autor wielu zdjęć w publikacjach o zabytkach Łodzi.
Koligacje rodzinne
- Brat Ireny Popławskiej – historyka sztuki, autorki publikacji o zabytkach Łodzi. W większości tych publikacji zamieszczane były jego zdjęcia łódzkich obiektów zabytkowych.
- Syn Edmunda Adama Jarzyńskiego – działacza krajoznawczego, redaktora Biuletynu PTTK (obecnie "Wędrownik"), autora popularnej publikacji o zabytkach Łodzi Tajemnice starych kamienic.

## Odznaczenia
- Medal 40-lecia Związku Polskich Artystów Fotografików
- Medal 150-lecia Fotografii 1839–1989

## Zdjęcia eksponowane (niektóre wystawy)
- VIII Okręgowa Wystawa ZPAF Łódź, luty 1962 – 6 zdjęć
- IX Okręgowa Wystawa ZPAF Łódź, maj 1963 – 6 zdjęć
- XIII Okręgowa Wystawa Fotografii Łódź, październik 1963
- Wystawa Fotografii Marynistycznej, lipiec 1965
- Pierwszy Festiwal Fotografii Cannes, od 15 lutego do 15 marca 1966 – wysłane 4 zdjęcia

## Publikacje
- Zbigniew Jarzyński, Kupujemy aparat fotograficzny. Poradnik brw (1960?)
- Współautor zdjęć (wraz z Eugeniuszem Hanemanem) w albumie Łódź Wydawnictwo Sport i Turystyka, Warszawa 1964, wyd. II rozszerzone 1973
- Autor Historia fotografii łódzkiej, która pozostaje w maszynopisie w rękach rodziny.

Pochowany na cmentarzu na Dołach w Łodzi.